# Lada-Vaz Oka
La Oka, conosciuta anche con il nome di Lada 1111 è una citycar prodotta dalla Lada-Vaz, e successivamente dal consorzio SeAZ, a partire dal 1987.
Il nome deriva da quello del fiume Oka, un importante affluente del Volga.

## La nascita
All'inizio degli anni ottanta la Lada-Vaz, su "sollecitazione" del governo sovietico, strinse un accordo con la Fiat (che necessitava di un'erede per la 126) per la progettazione e lo sviluppo di una nuova citycar. 
Le specifiche tecniche indicate dai due costruttori prevedevano un'impostazione moderna: trazione anteriore, sospensione posteriore a ruote interconnesse, impianto frenante misto e motore tricilindrico raffreddato ad acqua. Disegnata da Yuri Vereschagin, esteticamente la vettura è una piccola due volumi hatchback con portellone posteriore, piuttosto squadrata e la cui impostazione tecnica era ispirata alle city car giapponesi come la Daihatsu Cuore e le Suzuki Alto. 
Dopo vari prototipi con motori derivati da quelli della Lada Samara, a causa delle eccessive difficoltà burocratiche, la Casa torinese si ritirò dal progetto, preferendo concentrarsi sullo sviluppo di un modello autonomo da produrre in Polonia (la futura Cinquecento), ma fornì tuttavia consulenza per l’ingegnerizzazione e per i collaudi dei modelli di pre produzione.
Nel 1987, finalmente, venne presentata al pubblico la Oka, spinta da un motore benzina due cilindri monoalbero in testa di 749 cm³ (34 cv), abbinato ad un cambio manuale a 4 marce. Il primo esemplare entrò in produzione il 6 novembre 1987.

## L'evoluzione
Il modello iniziale della AutoVAZ era una vettura bicilindrica a carburatore molto semplice senza alcun automatismo.
Nel 1998 avviene il primo restyling. Accanto ad alcuni (modesti) ritocchi interni ed esterni, la meccanica venne aggiornata: la cilindrata del motore passò a 993 cm³ (53 cv).
Nel 1991 la licenza produttiva e l'assemblaggio vennero trasferiti al consorzio СеАЗ (SeAZ), presso lo stabilimento di Serpukhov (nel distretto di Mosca). La SeAZ ha poi prodotto la "СЕАЗ-11116" che è il seguito della precedente "ВАЗ-11113": motorizzazione 1.0 tre cilindri di origine Tianjin FAW conforme alle normative Euro II a iniezione (Bosch) e cambio manuale a 5 marce.
Nel marzo 2009 viene terminata la produzione a causa della crisi economica, gli alti costi di produzione e la scarsa redditività del progetto.

## Lada Oka-2

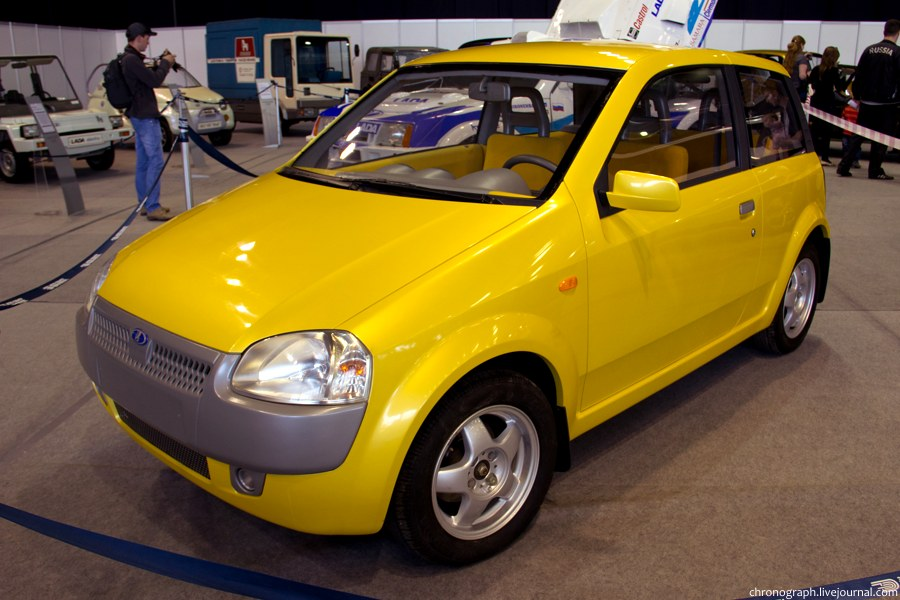
Il prototipo Oka-2

Al Salone di Mosca 2003 la Lada ha esposto il prototipo Oka-2 (progetto VAZ-1121) che era destinato a sostituire la Oka.
La nuova versione era una utilitaria di segmento A, a tre porte, con un design più moderno e completa di tutti i comfort e accessori per la sicurezza.
Successivamente venne mostrata alla stampa anche la versione di pre-produzione alle prese con i collaudi. Tuttavia, a causa degli alti costi di produzione (oltre 70 milioni di dollari solo nella progettazione) e della bassa richieste per vetture di così piccole dimensioni, la casa nel 2006 abbandonò il progetto.

## Galleria d'immagini

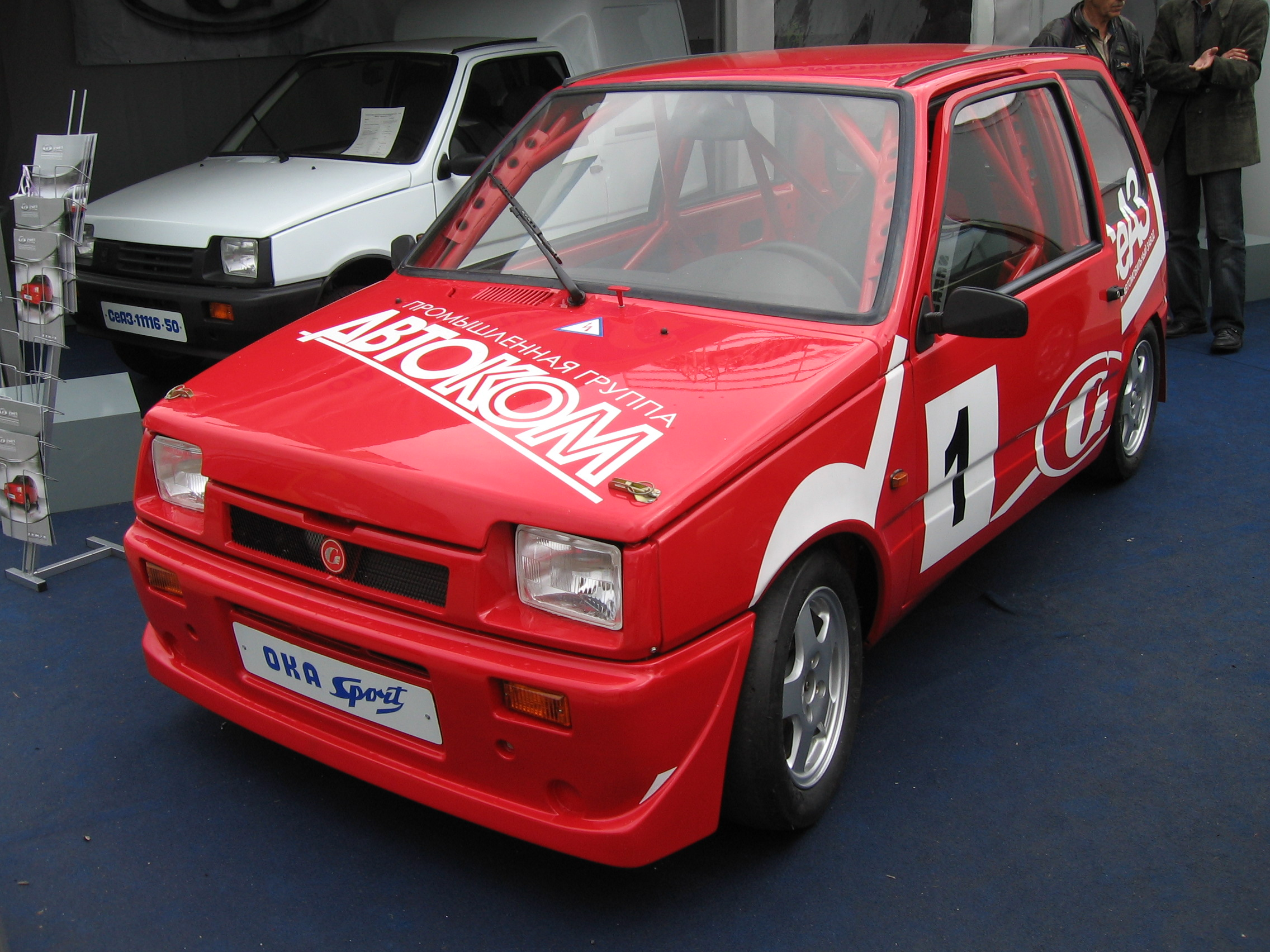
Oka Sport (11116)
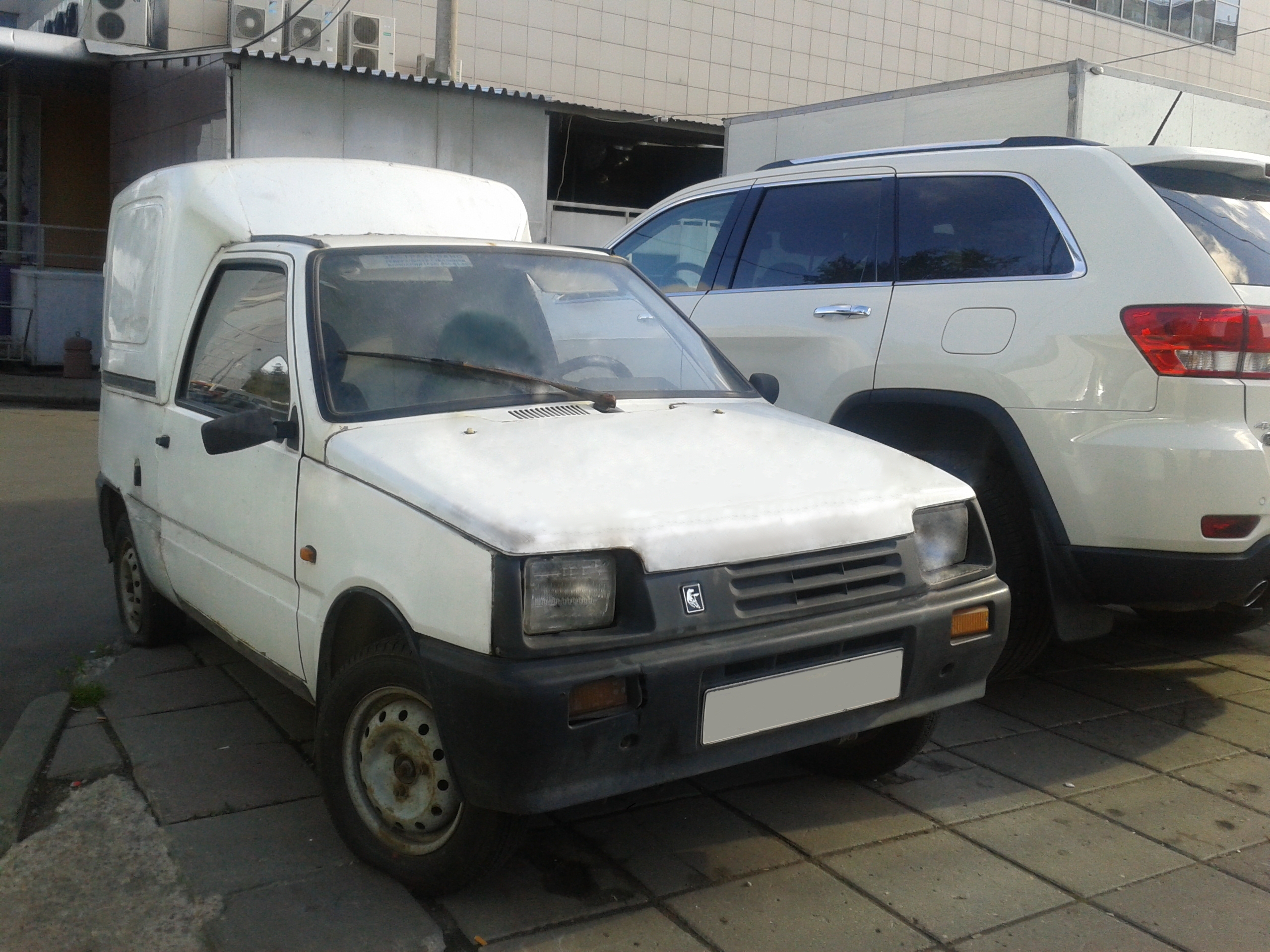
Oka cargo (11116-50)
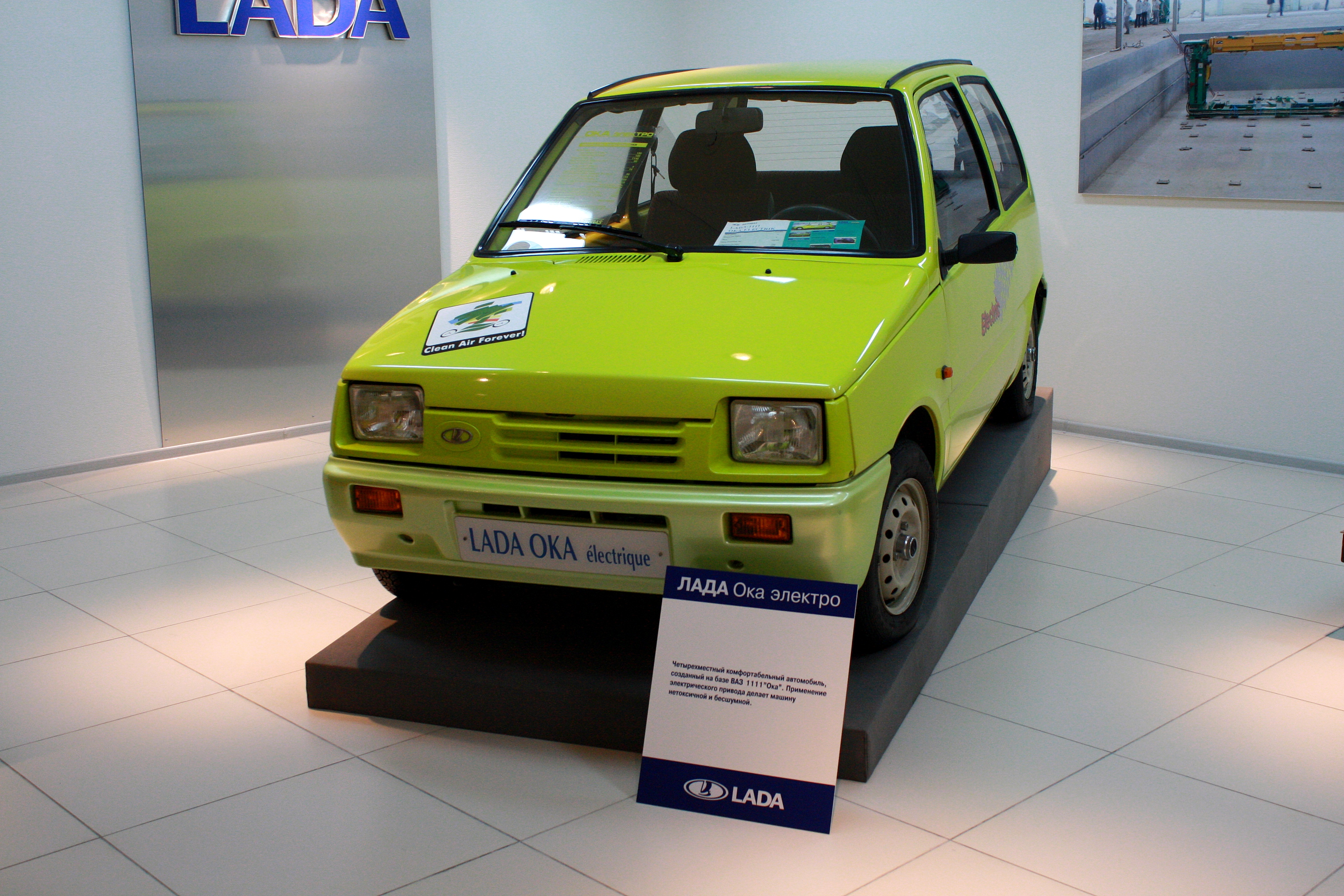
Oka electro